# Newcastle (Maine)
Newcastle ist eine Town im Lincoln County des Bundesstaates Maine in den Vereinigten Staaten. Im Jahr 2020 lebten dort 1848 Einwohner in 1008 Haushalten auf einer Fläche von 84,36 km².

## Geographie
Nach dem United States Census Bureau hat Newcastle eine Gesamtfläche von 84,36 km², von der 75,24 km² Land sind und 9,12 km² aus Gewässern bestehen.

### Geografische Lage
Newcastle liegt zentral im Lincoln County. Im Westen wird das Gebiet vom Sheepscot River und im Osten vom Damariscotta River begrenzt. Beide Flüsse fließen in südliche Richtung und münden im Atlantischen Ozean. Die Oberfläche ist eben, ohne nennenswerte Erhebungen.

### Nachbargemeinden
Alle Entfernungen sind als Luftlinien zwischen den offiziellen Koordinaten der Orte aus der Volkszählung 2010 angegeben.
- Norden: Jefferson, 14,0 km
- Nordosten: Nobleboro, 8,7 km
- Osten: Damariscotta, 6,5 km
- Südosten: Bristol, 12,3 km
- Süden: Edgecomb, 10,0 km
- Südwesten: Wiscasset10,6 km
- Westen: Alna, 7,1 km
- Nordwesten: Whitefield, 16,8 km

### Stadtgliederung
In Newcastle gibt es mehrere Siedlungsgebiete: Damariscotta Mills, East Newcastle, Newcastle, North Newcastle, Rosicrucian, Rosicrucian Springs, Sheepscot, Sheepscot Bridge, South Newcastle und Woodbridge's Corner.
Die frühe Siedlung namens Dyer's River befand sich vermutlich in dieser Town.

### Klima
Die mittlere Durchschnittstemperatur in Newcastle liegt zwischen −6,1 °C (21 °Fahrenheit) im Januar und 20,6 °C (69 °Fahrenheit) im Juli. Damit ist der Ort gegenüber dem langjährigen Mittel der USA um etwa 6 Grad kühler. Die Schneefälle zwischen Oktober und Mai liegen mit bis zu zweieinhalb Metern mehr als doppelt so hoch wie die mittlere Schneehöhe in den USA; die tägliche Sonnenscheindauer liegt am unteren Rand des Wertespektrums der USA.

## Geschichte
Newcastle wurde am 19. Juni 1753 als Town organisiert. Doch zuvor wurde das Gebiet durch Indianer genutzt, eine Austernbank am Nordufer des Damariscotta Rivers legt davon Zeugnis ab.
Newcastle wurde bereits früh von europäischen Einwanderern besiedelt und wurde zunächst Sheepscot Plantation genannt. James Sullivan schreibt in The history of the district of Maine, dass im Jahr 1630 84 Familien in den Plantations Pemaquid, St. Georges und Sheepscot lebten, von denen ungefähr 50 in Sheepscot ansässig waren.
Die Siedlung bestand bis zum ersten der Franzosen- und Indianerkriege. Ein kleines Mädchen konnte rechtzeitig dem Massaker in Arrowsic entkommen, nach Sheepscot fliehen und die Siedler warnen. Die Siedler konnten sich dadurch rechtzeitig auf ein Schiff retten, welches auf seiner Jungfernfahrt eigentlich Holz nach Boston bringen sollte. Das Schiff gehörte William Phips, der später zum Ritter geschlagen und Sheriff des Dominion of New England wurde. Nach dem Ende des Krieges kehrten viele der Einwohner zurück. Unter den Kommissaren John Palmer und John West wurde das Gebiet ohne Rücksicht auf die Bewohner neu geordnet, doch bereits 1688 erneut durch Kriegshandlung zerstört.
Etwa 40 Jahre später begann die erneute Besiedlung, gleichzeitig wurden Forts errichtet, um die Siedler zu schützen. Newcastle wurde nach dem Duke of Newcastle benannt, zuvor eine kurze Zeit New Dartmouth. Es gehörte zum Gebiet des Pemaquid-Patents, eines Land-grants, der 1631 durch den Rat von Plymouth an Robert Aldsworth und Gyles Elbridge, zwei Kaufleute aus Bristol, vergeben wurde.

### Einwohnerentwicklung
| Volkszählungsergebnisse – Town of Newcastle, Maine | Volkszählungsergebnisse – Town of Newcastle, Maine | Volkszählungsergebnisse – Town of Newcastle, Maine | Volkszählungsergebnisse – Town of Newcastle, Maine | Volkszählungsergebnisse – Town of Newcastle, Maine | Volkszählungsergebnisse – Town of Newcastle, Maine | Volkszählungsergebnisse – Town of Newcastle, Maine | Volkszählungsergebnisse – Town of Newcastle, Maine | Volkszählungsergebnisse – Town of Newcastle, Maine | Volkszählungsergebnisse – Town of Newcastle, Maine | Volkszählungsergebnisse – Town of Newcastle, Maine |
| Jahr                                               | 1700                                               | 1710                                               | 1720                                               | 1730                                               | 1740                                               | 1750                                               | 1760                                               | 1770                                               | 1780                                               | 1790                                               |
| -------------------------------------------------- | -------------------------------------------------- | -------------------------------------------------- | -------------------------------------------------- | -------------------------------------------------- | -------------------------------------------------- | -------------------------------------------------- | -------------------------------------------------- | -------------------------------------------------- | -------------------------------------------------- | -------------------------------------------------- |
| Einwohner                                          |                                                    |                                                    |                                                    |                                                    |                                                    |                                                    |                                                    |                                                    |                                                    | 896                                                |
| Jahr                                               | 1800                                               | 1810                                               | 1820                                               | 1830                                               | 1840                                               | 1850                                               | 1860                                               | 1870                                               | 1880                                               | 1890                                               |
| Einwohner                                          | 996                                                | 1232                                               | 1243                                               | 1544                                               | 1712                                               | 2012                                               | 1791                                               | 1729                                               | 1534                                               | 1282                                               |
| Jahr                                               | 1900                                               | 1910                                               | 1920                                               | 1930                                               | 1940                                               | 1950                                               | 1960                                               | 1970                                               | 1980                                               | 1990                                               |
| Einwohner                                          | 1075                                               | 1066                                               | 993                                                | 914                                                | 994                                                | 1021                                               | 1101                                               | 1076                                               | 1227                                               | 1538                                               |
| Jahr                                               | 2000                                               | 2010                                               | 2020                                               | 2030                                               | 2040                                               | 2050                                               | 2060                                               | 2070                                               | 2080                                               | 2090                                               |
| Einwohner                                          | 1748                                               | 1752                                               | 1848                                               |                                                    |                                                    |                                                    |                                                    |                                                    |                                                    |                                                    |

## Kultur und Sehenswürdigkeiten

### Bauwerke
In Newcastle wurden zwei historische Distrikte, mehrere Bauwerke und historische Stätten unter Denkmalschutz gestellt und ins National Register of Historic Places aufgenommen. Die Lage der historischen Stätten wird nicht bekannt gegeben.
Districte
- Brick House Historic District, 2009 unter der Register-Nr. 09000013.[9]
- Sheepscot Historic District, 1978 unter der Register-Nr. 78000424.[10]

Bauwerke
- Glidden-Austin Block, 1975 unter der Register-Nr. 75000102.[11]
- Gov. Edward Kavanaugh House, 1974 unter der Register-Nr. 74000178.[12]
- Perkins Homestead, 2014 unter der Register-Nr. 14000919.[13]
- Second Congregational Church, 1979 unter der Register-Nr. 79000156.[14]
- St. Andrew’s Church, 1976 unter der Register-Nr. 76000101.[15]
- St. Patrick’s Catholic Church, 1973 unter der Register-Nr. 73000133.[16]

historische Stätten
- Dodge Point Site, 1991 unter der Register-Nr. 91000319.[17]
- Anne Hilton Site, 1989 unter der Register-Nr. 89000838.[18]
- Frances Perkins National Monument

## Wirtschaft und Infrastruktur

### Verkehr
Der U.S. Highway 1 führt vom Südwesten in Richtung Nordosten durch das Südöstliche Gebiet der Town.
Die Maine State Route 215 und die Maine State Route 213 verlaufen in nordsüdliche Richtung und in westöstliche Richtung verläuft die Maine State Route 194.
Newcastle ist durch die Bahnstrecke Portland–Rockland an das Nationale Eisenbahnnetz angebunden. Personen- und Güterverkehr wird auf der Strecke durch die Maine Eastern Railroad angeboten.

### Öffentliche Einrichtungen
Es gibt keine medizinischen Einrichtungen oder Krankenhäuser in Newcastle. Die nächstgelegenen befinden sich in Damariscotta, Waldoboro und Boothbay Harbor.
In Newcastle gibt es keine eigene Bücherei. Die nächstgelegene ist die Skidompha Public Library in Damariscotta.

### Bildung
Newcastle gehört mit Bremen, Bristol, Damariscotta, Jefferson, Nobleboro und South Bristol zum Central Lincoln County School System, AOS 93. Weiterführende Schulen werden durch den Schulbezirk nicht angeboten, es können Schulen der Wahl besucht werden, für die Kosten kommen die Gemeinden auf. Die meisten Schülerinnen und Schüler besuchen die private Lincoln Academy in Newcastle.
Im Schulbezirk werden mehrere Schulen angeboten:
- Bristol Consolidated School; Schulklassen Pre-Kindergarten bis 8. Schuljahr, in Bristol
- Jefferson Village School; Schulklassen Kindergarten bis 8. Schuljahr, in Jefferson
- Nobleboro Central School; Schulklassen Kindergarten bis 5. Schuljahr, in Nobleboro
- Great Salt Bay Community School; Schulklassen Kindergarten bis 8. Schuljahr, in Damariscotta

## Persönlichkeiten

### Söhne und Töchter der Stadt
- E. Wilder Farley (1817–1880), Politiker
- Edwin Flye (1817–1886), Politiker
- William T. Glidden (1805–1893), Kapitän, Schiffs- und Eisenbahnmanager
- Jotham Bradbury Sewall (1825–1913), Pfarrer, Klassischer Philologe und Hochschullehrer
- Edward Kavanagh (1795–1844), Politiker und Gouverneur von Maine
- Peter Throckmorton (1928–1990), Autor, Journalist, Taucher und Unterwasserarchäologe

### Persönlichkeiten, die vor Ort gewirkt haben
- Henry Vaughan (1845 oder 1846–1917), Architekt, baute die St. Andrews Church in Newcastle